# Ice Star 2019
Minsk-Arena Ice Star 2019 — міжнародний турнір з фігурного катання Minsk-Arena Ice Star, який проходив у білоруському місті Мінськ з 18 жовтня до 20 жовтня 2019 року. Спортсмени виступали в наступних категоріях: чоловіче та жіноче одиночне катання та танці на льоду.
Турнір входить до щорічної серії «Челленджер» поточного сезону і є сьомим його етапом. Для скорочення назви турнір також відомий як «Ice Star 2019».